# Micronycteris megalotis
Micronycteris megalotis là một loài động vật có vú trong họ Dơi mũi lá, bộ Dơi. Loài này được Gray mô tả năm 1842.